# Łoszkiwci (przystanek kolejowy)
Łoszkiwci (ukr. Лошківці) – przystanek kolejowy w miejscowości Łoszkiwci, w rejonie kamienieckim, w obwodzie chmielnickim, na Ukrainie. Położony jest na linii Chmielnicki – Kamieniec Podolski – Kelmieńce.